# Mileva Marić
Mileva Marić (alfabet ciríl·lic serbi Милева Марић) (Titel, Sèrbia, 19 de desembre de 1875 - Zúric, 4 d'agost de 1948) va ser una matemàtica sèrbia, i la primera dona d'Albert Einstein. L'abast de les seves contribucions a l'obra d'Einstein és encara una qüestió controvertida.

## Biografia
De la vida de Mileva Marić, poc se'n sap encara avui. Era quatre anys més gran que Albert Einstein, amb qui es va casar. Era filla d'un alt funcionari hongarès, i va néixer a Titel, en aquell temps al sud d'Hongria, avui Sèrbia. En la seva adolescència va tenir una alta formació. Es graduà en Física i Química l'any 1890, amb la màxima qualificació i fou acceptada com a alumna al Col·legi Reial de Zagreb, amb una dispensa especial, per tal com només admetia homes. A la universitat de Zagreb entaulà amistat amb Nikola Tesla.
A l'estiu de 1896, Mileva Marić començà els estudis de Medicina a la Universitat suïssa de Zúric, però només durant sis mesos; a finals de 1896 començà els estudis de física i matemàtiques al prestigiós Institut Politècnic (ETH) de Zúric, un dels pocs centres europeus d'ensenyament superior que admetia dones. Aquest centre atorgava una titulació que permetia dedicar-se a la docència de la física i de les matemàtiques. Ella seria aquell any l'única dona del seu curs, i és on establí una relació sentimental amb Einstein.
Einstein obtingué el seu títol el 1900 amb notes molt justes: les més baixes de quatre aprovats. Dels onze estudiants que havien començat només cinc arribaren a l'examen final, en què Mileva fou suspesa, si bé les seves notes eren molt semblants. Només en "Teoria de Funcions" eren clarament diferents: 11 sobre 12 per Albert Einstein, 5 sobre 12 per a ella, la qual cosa li comportà un suspens.
Poc temps després Mileva Marić escrigué una carta a Einstein des de casa dels seus pares, a l'actual Sèrbia, en què li deia que havia tingut una filla: Lieserl, que sembla que fou donada en adopció degut a les previsibles dificultats d'una mare sola en aquell temps.
Marić ho va intentar un any després, i tornà a suspendre, malgrat l'ajut d'Einstein, qui també fracassà quan intentava obtenir una plaça d'ajudant en el mateix ETH de Zúric, per la qual cosa es va veure obligat a donar classes particulars. Einstein acabà anant a Berna, on obtingué un lloc a l'oficina de patents.
Mileva era poc apreciada per la família d'Einstein. Malgrat tot, ella i Einstein es van casar el 6 de gener del 1903. Després del seu casament, Mileva sacrificà les seves metes professionals, però mentre Einstein treballava a l'oficina, Mileva s'ocupava de la llar i del seu fill, nascut el 1904, i al vespre, estudiaven junts i continuaren la seva col·laboració científica. El 1910 va néixer Eduard. El fill més gran arribaria a ser professor d'enginyeria hidràulica a la Universitat de Califòrnia, Berkeley, mentre que el petit era psicòtic, Mileva en tindria cura la resta de sa vida.
El 1914 Mileva i Einstein se separaren, i Mileva tornà a Zúric. Acabarien per divorciar-se el 1919. Mileva Marić morí a Zuric d'una embòlia l'any 1948.